# Salt-en-Donzy
Salt-en-Donzy är en kommun i departementet Loire i regionen Auvergne-Rhône-Alpes i centrala Frankrike. Kommunen ligger i kantonen Feurs som tillhör arrondissementet Montbrison. År 2022 hade Salt-en-Donzy 545 invånare.

## Befolkningsutveckling
Antalet invånare i kommunen Salt-en-Donzy
| Referens: INSEE |